# Маслаков, Валентин Михайлович
Валентин Михайлович Маслаков (род. 4 декабря 1944, Артуки, Гомельская область) — советский легкоатлет и тренер. Участник летних Олимпийских игр 1968 года. Мастер спорта СССР международного класса. Заслуженный тренер СССР (1980). Заслуженный тренер России.

## Биография
Родился 4 декабря 1944 года в деревне Артуки Речицкого района Гомельской области Белорусской ССР. В 1971 году окончил Белорусский государственный институт физической культуры.
Успешно выступал на всесоюзных и всероссийских соревнованиях в различных беговых дисциплинах в составе команд СКА (Минск) и ЦСКА (Москва). Серебряный призёр чемпионата СССР 1965 года в эстафете 4×400 м. В составе сборной команды СССР участвовал в Олимпиаде 1968 года в Мехико. На дистанции 200 метров дошёл до четвертьфинала, где с результатом 20,96 занял 6-е место в своём забеге и выбыл из борьбы за медали.
В 1973 году начал работать тренером. С 1977 по 1983 год работал в сборной команде СССР. Был тренером сборной команды СССР по лёгкой атлетике на летних Олимпийских играх 1980 года в Москве и 1988 года в Сеуле. С 1991 года тренирует сборную команду России. Был тренером по лёгкой атлетике Объединённой команды на Олимпиаде 1992 года в Барселоне, сборной команды России на Олимпийских играх 1996 года в Атланте и 2000 года в Сиднее. В последующие годы работал старшим тренером по спринту и барьерному бегу сборной России и тренером спортивной команды ЦСКА по лёгкой атлетике и триатлону.
С 2007 по 2015 год Маслаков занимал пост главного тренера сборной команды России по лёгкой атлетике.
Некоторое время был вице-президентом Всероссийской федерации легкой атлетики. В 2013 году был избран президентом Федерации легкой атлетики Московской области.
17 февраля 2015 года стал старшим тренером сборной команды России по спринту.
Женат на бывшей легкоатлетке Людмиле Маслаковой (Жарковой).

## Известные воспитанники
За более чем сорокалетнюю тренерскую деятельность подготовил десятки прославленных советских и российских легкоатлетов. В числе его воспитанников:
- Людмила Маслакова (Жаркова) — трёхкратный призёр Олимпийских игр (1968, 1976, 1980), чемпионка Европы 1978 года[15];
- Галина Мальчугина — бронзовый призёр Олимпийских игр 1988 года, серебряный призёр Олимпийских игр 1992 года, чемпионка мира 1993 года;
- Ольга Богословская — серебряный призёр Олимпийских игр 1992 года, чемпионка мира 1993 года;
- Юлия Печёнкина (Носова) — двукратная чемпионка мира 2005 года, двукратная чемпионка мира в помещении (2001, 2003), чемпионка Европы в помещении 2005;
- Наталья Иванова — серебряный призёр Олимпийских игр 2004, чемпионка Европы 2006 года;
- Юлия Гущина — чемпионка мира 2013 года, чемпионка мира в помещении 2008 года;
- Анна Кнороз (Чуприна) — чемпионка мира 1991 года, чемпионка СССР 1991 года, пятикратная чемпионка России (1992, 1993, 1994, 1997, 1998)[16];
- Эльвира Барбашина — чемпионка СССР 1985 года;
- Юлия Чермошанская — участница Олимпийских игр 2008 года;
- Анастасия Николаева — двукратная чемпионка России (2015, 2017), чемпионка России в помещении 2017 года[17], и многие другие спортсмены[18].

## Награды и звания
- Заслуженный тренер СССР (1980).
- Орден «Знак Почёта».
- Заслуженный тренер России.
- Заслуженный работник физической культуры Российской Федерации (1995)[19].
- Медаль ордена «За заслуги перед Отечеством» II степени (2008)[20].
- Почётная грамота президента РФ[21].
- Орден Дружбы (2013)[22].